# Meliz Karlge
Meliz Karlge, född 23 december 1973 i Bankeryds församling i Småland, är en svensk skådespelare.

## Biografi
Karlge, som har en grekisk far och svensk mor, växte upp i ett kollektiv i Jönköping. Efter gymnasiet flyttade hon till Stockholm, där hon försörjde sig som simlärare och croupier. Senare deltog hon i Holiday on Ice och turnerade jorden runt. Därefter genomgick hon Kulturamas ettåriga teaterlinje och tillbringade två år på Scenstudion. Hon fortsatte sin skådespelarutbildning i New York. Sin första större roll fick hon i Susan Taslimis film Hus i helvete. Karlge är också en av deltagarna i NFL-podden.
Hon är släkting till skådespelaren Lotta Karlge.

## Filmografi
- 2002 – Hus i helvete
- 2002 – Stackars Tom (TV-serie)
- 2003 – Skala 1:1
- 2005 – Soldier 7
- 2006 – A Winter's Tale
- 2006 – Backyard Suicide
- 2006 – Om Gud vill
- 2006 – Världarnas bok (TV-serie)
- 2007 – Labyrint (TV-serie)
- 2008 – Livet i Fagervik (TV-serie)
- 2009 – 183 dagar (TV-serie)
- 2009 – Johan Falk – De fredlösa
- 2009 – Johan Falk – Gruppen för särskilda insatser
- 2009 – Johan Falk – Leo Gaut
- 2009 – Johan Falk – National Target
- 2009 – Johan Falk – Operation Näktergal
- 2009 – Johan Falk – Vapenbröder
- 2009 – Oskyldigt dömd (TV-serie)
- 2010 – Kommissarie Winter (TV-serie)
- 2010 – Våra vänners liv (TV-serie)
- 2012 – Johan Falk: Alla råns moder
- 2012 – Johan Falk: Barninfiltratören
- 2012 – Johan Falk: De 107 patrioterna
- 2012 – Johan Falk: Kodnamn Lisa
- 2012 – Johan Falk: Organizatsija Karayan
- 2012 – Johan Falk: Spelets regler
- 2013 – Biciklo – Supercykeln (TV-serie)
- 2013 – Bäst före
- 2013 – Fjällbackamorden: Vänner för livet
- 2014 – Tjockare än vatten (TV-serie)
- 2015 – Johan Falk: Ur askan i elden
- 2015 – Johan Falk: Tyst diplomati
- 2015 – Johan Falk: Blodsdiamanter
- 2015 – Johan Falk: Lockdown
- 2015 – Johan Falk: Slutet
- 2017 – Fallet (TV-serie)
- 2022 – Lyckoviken (TV-serie)
- 2022 – Morden i Sandhamn
- 2023 – Barracuda Queens (TV-serie)

## Teater

### Roller (ej komplett)
| År   | Roll                | Produktion              | Regi      | Teater                   |
| ---- | ------------------- | ----------------------- | --------- | ------------------------ |
| 2018 | Vuxna Katarina Mami | Katitzi Katarina Taikon | Mia Winge | Kulturhuset Stadsteatern |